# Vorwerker Friedhof
Der Vorwerker Friedhof ist mit einer Fläche von 53 Hektar der größte der sechs städtischen Friedhöfe Lübecks und liegt im Norden der Stadt. Auf ihm befinden sich unter anderem die Kriegsgräberstätten verschiedener Nationen aus dem Ersten Weltkrieg und Zweiten Weltkrieg.

## Lage
Der Friedhof erstreckt sich in einem Oval. Er wird auf seinen Längsseiten begrenzt durch Friedhofsallee und den Fackenburger Landgraben. Er grenzt damit an Stockelsdorf. Von der Friedhofsallee aus gibt es die Eingänge 1 zu Verwaltung und Krematorium, Eingang 2 zur Kapelle 1, Eingang 3 zur Kapelle 2 und Eingang 4 für Fußgänger zum Jüdischen Friedhof. Die Linie 7 des Nahverkehrs in Lübeck fährt den Vorwerker Friedhof an.

## Anlage
Die Entstehungsgeschichte des Friedhofs geht bis auf das Jahr 1902 zurück. Am 30. April des Jahres hatte es der Bürgerausschuss abgelehnt, einen weiteren Friedhof für die Vorstadt St. Lorenz an der Schönböckener Straße einzurichten. Der Senat stellte daraufhin am 22. November den Antrag, die früher schon in Betracht gezogene, dem Staat gehörende Fläche am Vorwerker Weg zwischen Krempelsdorf und Vorwerk in einer Größe von 21 ha 01 a 39 qm für die Anlage eines Friedhofes zu bestimmen. Die Kosten für die Übernahme hatte das Finanzdepartement auf rund 94560 Mk. (49 Pfg. je m²) festgesetzt, während die vorläufigen Kosten 243450 Mk. betragen sollten. Zur Verbreiterung des alten Feldweges auf 15 Meter sowie die Schaffung mehrerer Baulichkeiten waren zusätzlich mehrere Landstreifen zu erwerben. Der Bau der Kapelle wurde vorerst am 18. Juli 1904 von der Bürgerschaft nicht genehmigt. Die der Form nach wie eine alte Vicelinkirche wirkende Leichenhalle war geräumiger als die in der Israelsdorfer Allee. Damit wie auf der Kapelle des Allgemeinen Gottesackers, auf der zu jener Zeit im Sommer meistens ein Storch nistete, fehlte auch auf der neuen Leichenhalle neben dem Symbol des Todes nicht das des Lebens. Während bisher die Verwaltung der Friedhöfe durch eine Staatsbehörde, die Kirchhofs- und Begräbnisdeputation, erfolgte, ging der Vorwerker Friedhof am 17. September 1906 durch einen Beschluss der Bürgerschaft in das Eigentum der Stadtgemeinde Lübeck über.

Vorwerker Friedhof 1906
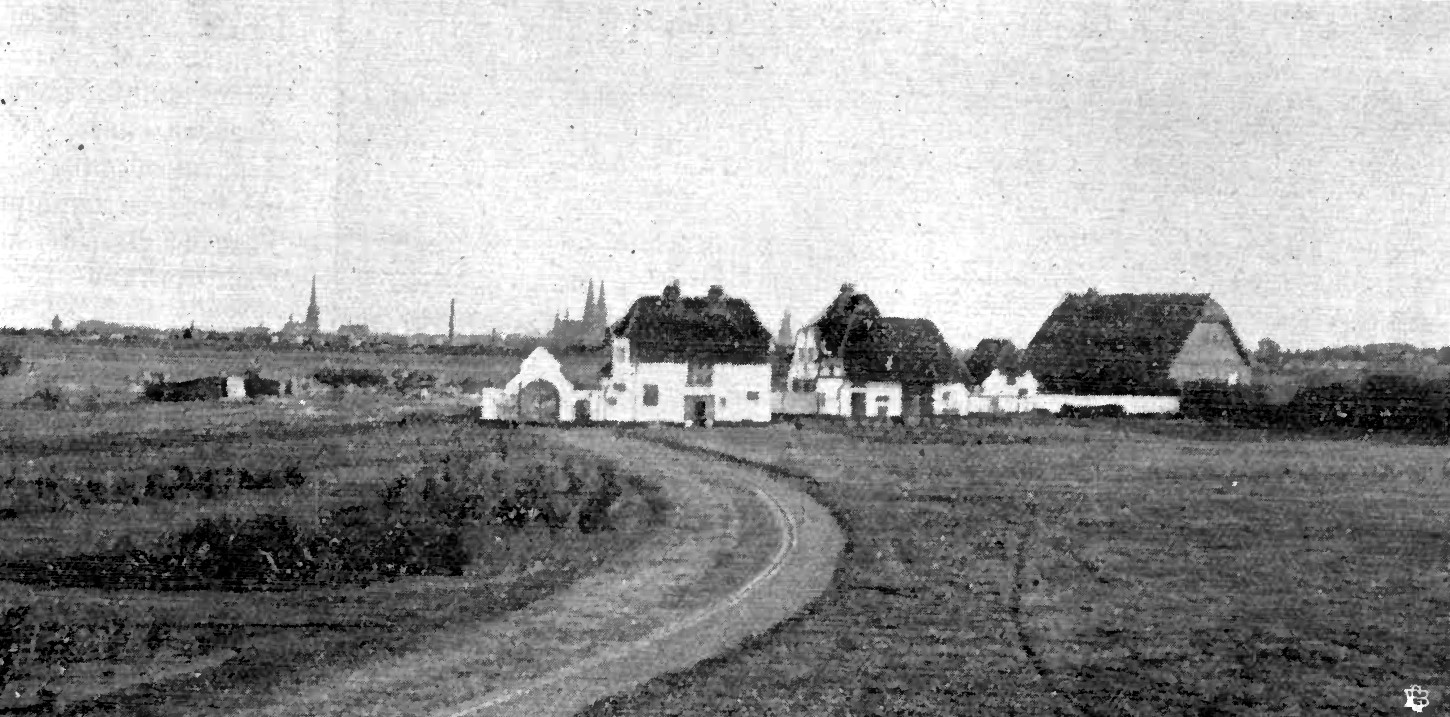
Blick auf Lübeck
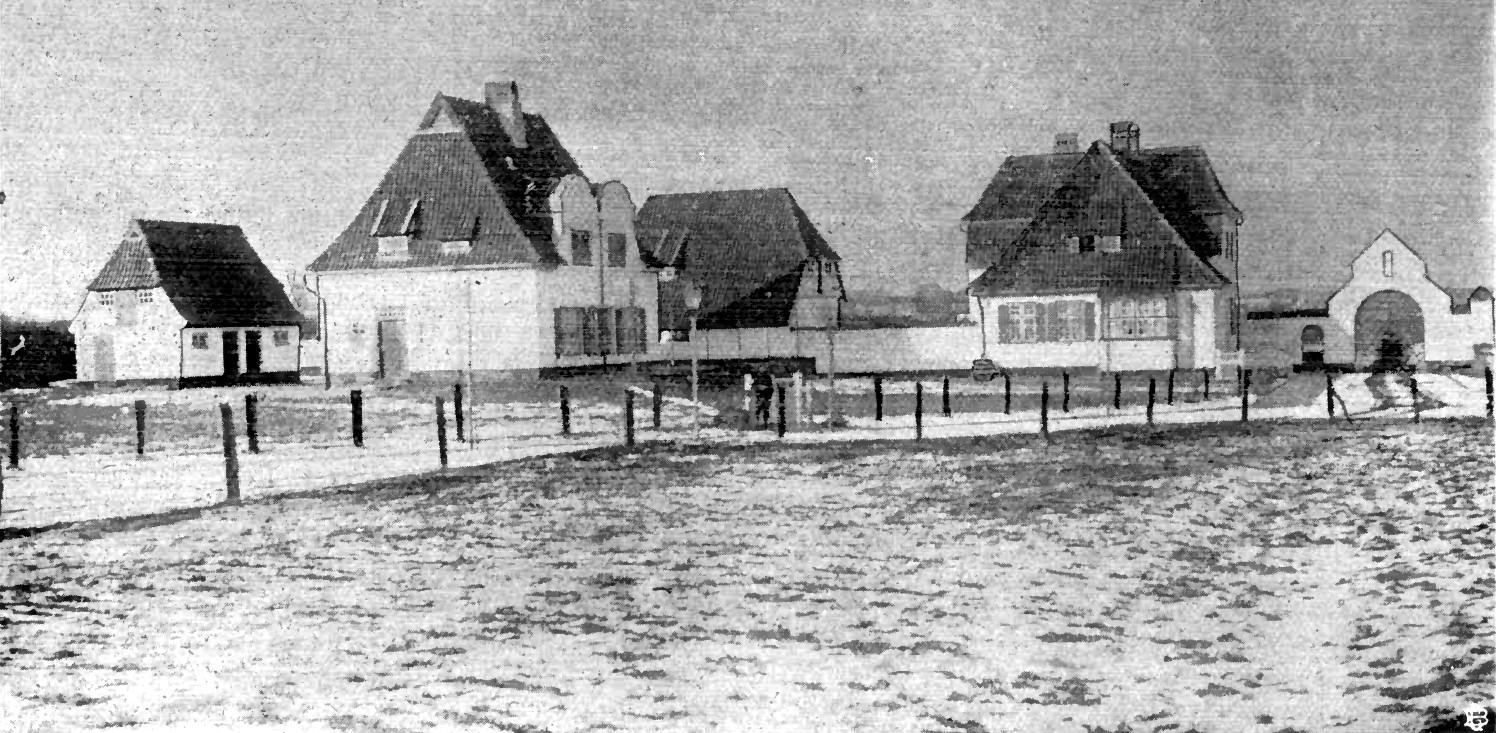
Blick in die Gegenrichtung

Der Friedhof wurde von Erwin Barth als Gartenfriedhof entworfen und dessen Anlage August Langenbuch, Friedhofsaufseher der Friedhofsdeputation, übertragen. Mit dem ersten Begräbnis am 13. Mai 1907 wurde der nun größte Friedhof der Stadt eröffnet. Zu dem Begräbnis des bejahrten Mitbürgers aus St. Lorenz waren die Mitglieder der Friedhofsbehörde sowie die Vorstände der St.-Lorenz- und St.-Matthäi-Gemeinde eingeladen gewesen.
Die Friedhofskapelle 1 wurde von 1908 bis 1909 nach den Plänen Carl Mühlenpfordts im Stil der Heimatschutzarchitektur erbaut.
Mit dem Fahrplanwechsel 1908 wurde der Friedhof über eine Stichlinie von der Fackenburger Allee aus an den städtischen Nahverkehr mit der Straßenbahn angeschlossen.
Seit 1910 ist auf dem Friedhof auch eine Feuerbestattung möglich.
Im Jahr 1926 wurde der Friedhof nach Plänen des städtischen Gartenarchitekten Harry Maasz erweitert. Die Friedhofskapelle 2 wurde am 6. Dezember 1958 eingeweiht. Im selben Jahr wurde das Innere der Kapelle 1 modernisiert und mit dem Auferstehungsfries von Curt Stoermer geschmückt.
Auf dem Friedhof befinden sich zwei Glocken, eine befindet sich im großen Turm von Kapelle 1, die andere in dem offenen Turm von Kapelle 2. Die neue große Glocke aus Kapelle 1 ist aus Eisenhartguss und wurde 1949 von der Firma J. F. Weule in Bockenem (Harz) gegossen. Die kleine Glocke aus Kapelle 2 wurde im Jahr 1959 kurz nach der Einweihung der Kapelle gegossen. Sie wurde von der Firma Petit & Gebr. Edelbrock in Gescher (Westf.) gegossen.
| Nr. | Schlagton | Durchmesser (cm) | Gießer, Gussort                  | Gussjahr | Bild |
| --- | --------- | ---------------- | -------------------------------- | -------- | ---- |
| 1   | e1        | 136,6            | J. F. Weule, Bockenem (Harz)     | 1949     |      |
| 2   | e2        | 57,9             | Petit & Gebr. Edelbrock, Gescher | 1959     |      |

Der Friedhof wird zwischen Kapelle 1 und 2 von zwei Längsstraßen durchzogen. Eine Art Rundweg im Friedhof verbindet die Eingänge der Friedhofsallee und verläuft dann parallel zum Fackenburger Landgraben.
Die Bürgerschaft der Hansestadt Lübeck beschloss am 26. Februar 2015, ein Segment des Friedhofs zwischen Eingang 3 und Fackenburger Landgraben mittelfristig, d. h. bis 2030 bzw. 2050, zu schließen.

Anlage
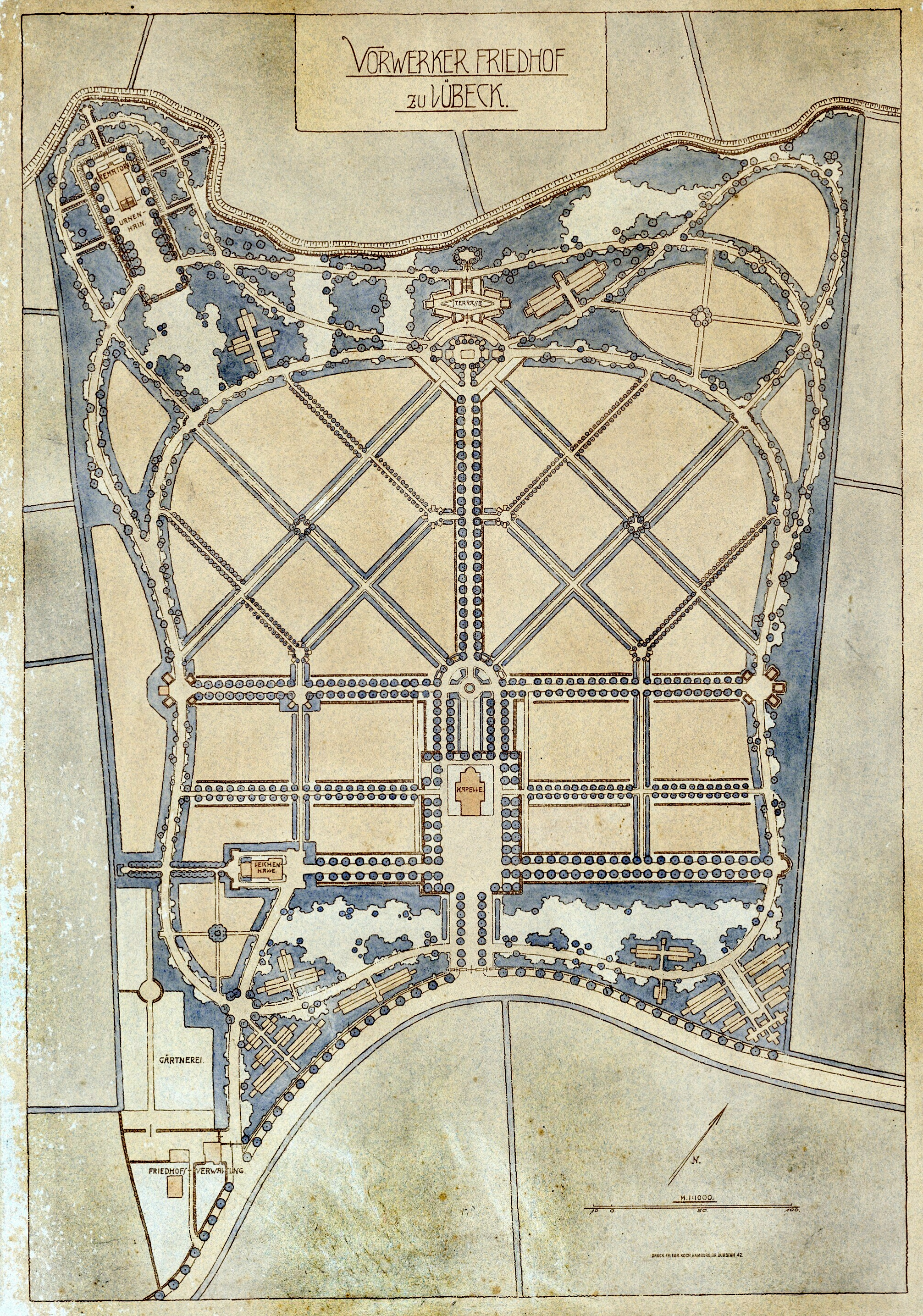
Ursprungsplan von 1906
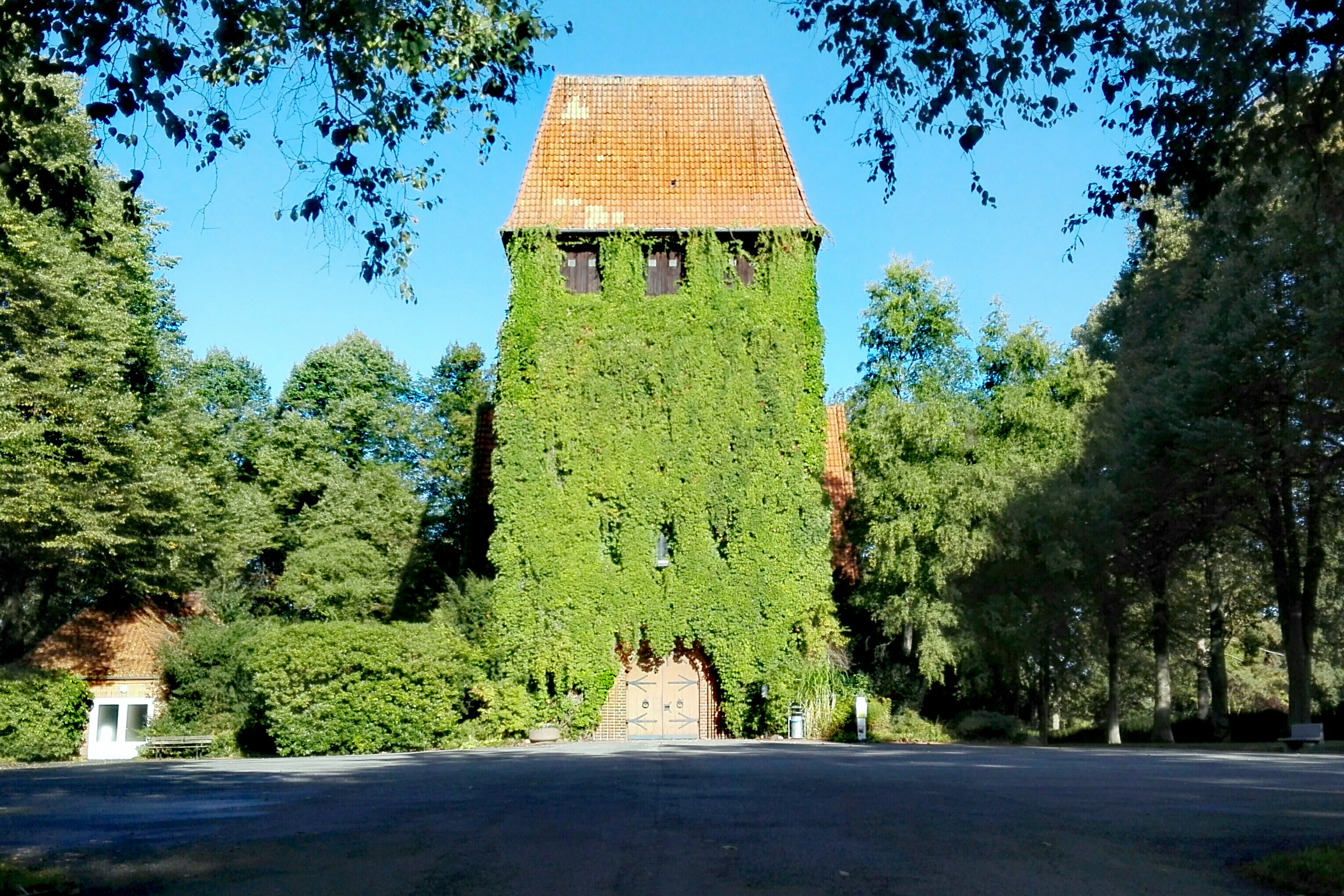
Kapelle 1 beim Eingang 2
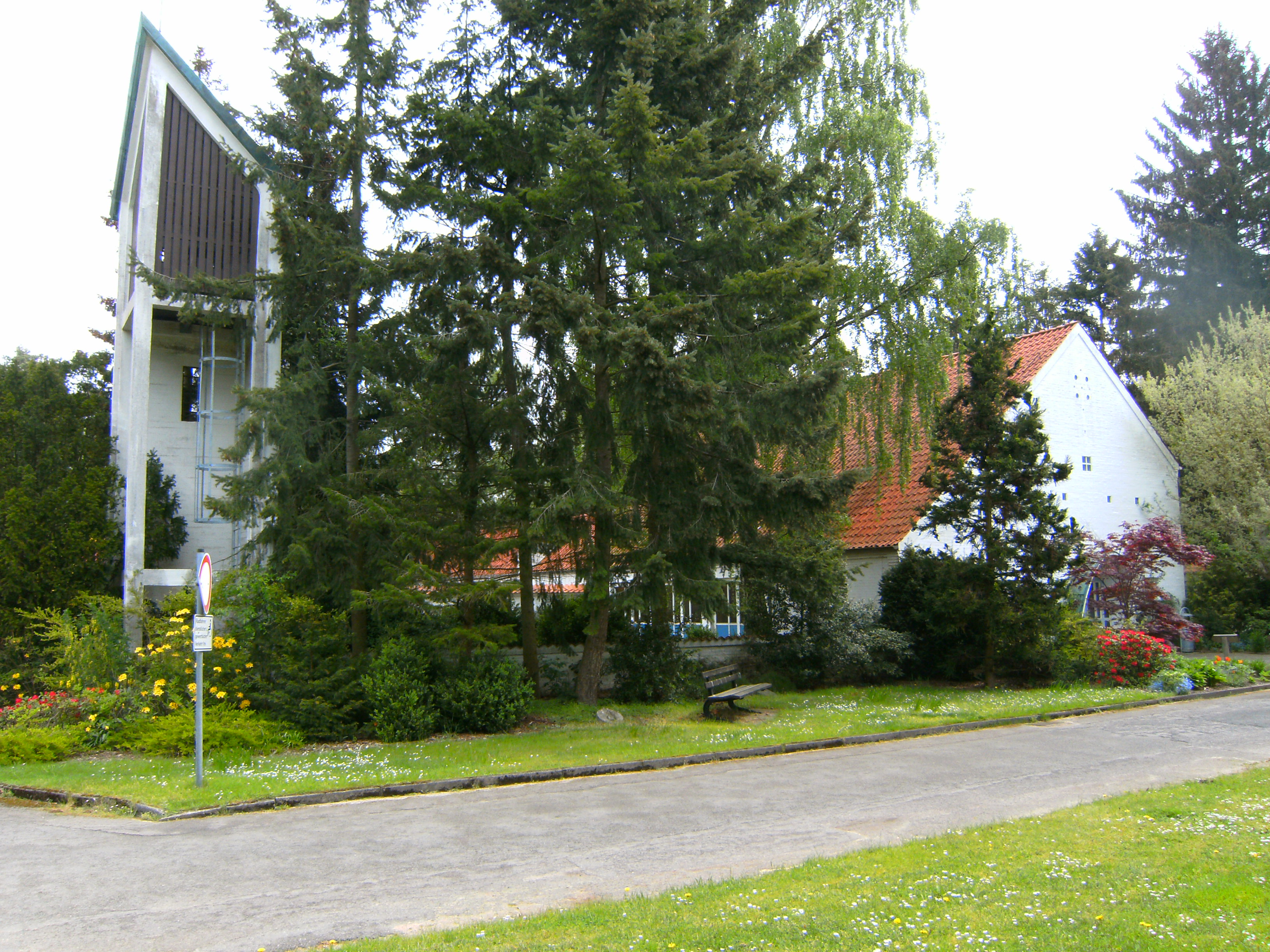
Kapelle 2 beim Eingang 3
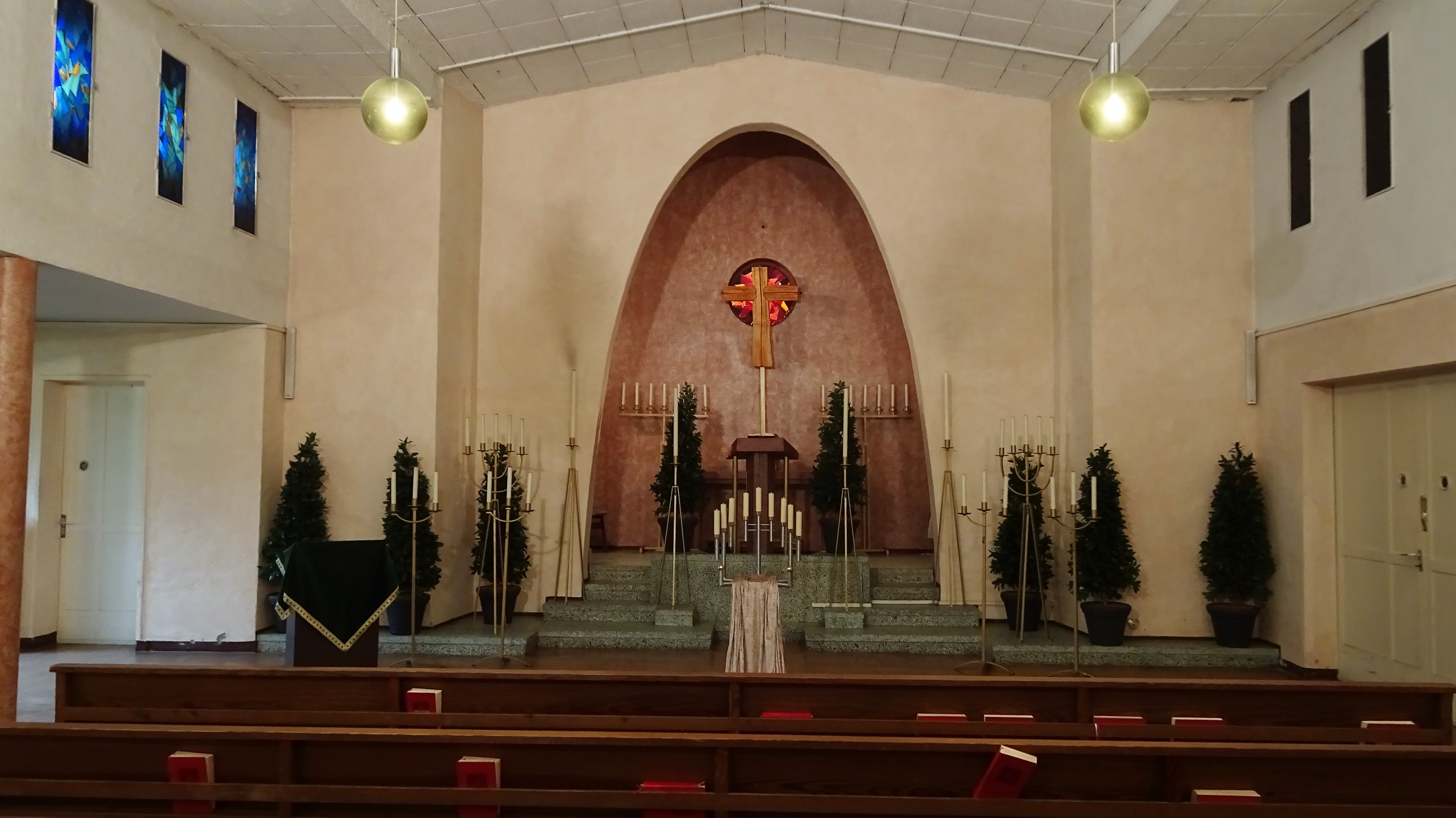
Innenraum von Kapelle 2

## Krematorium und Urnengräber

Krematorium
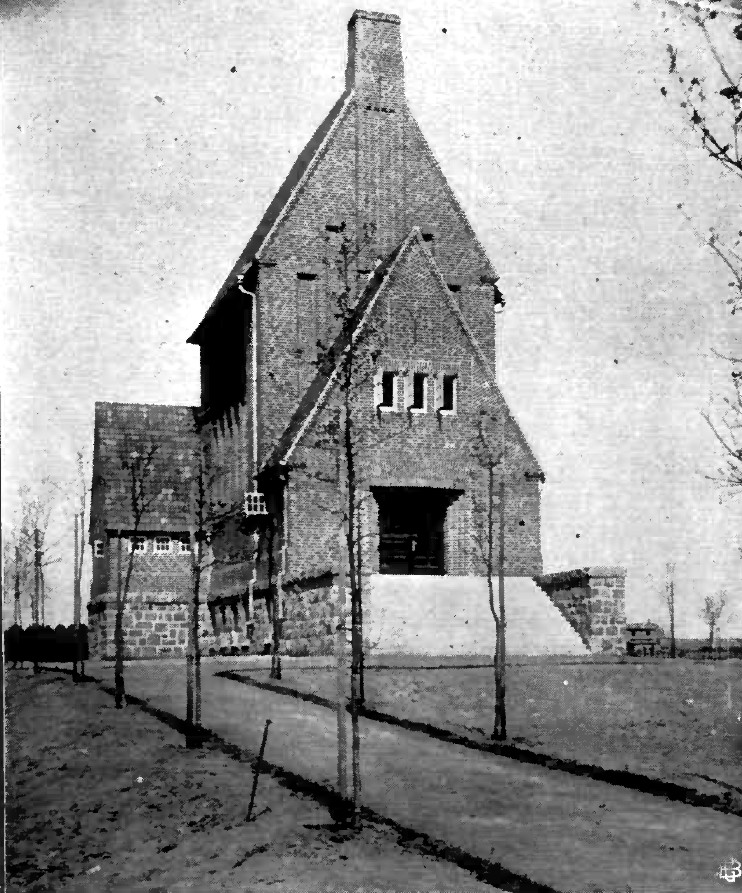
Gesamtansicht
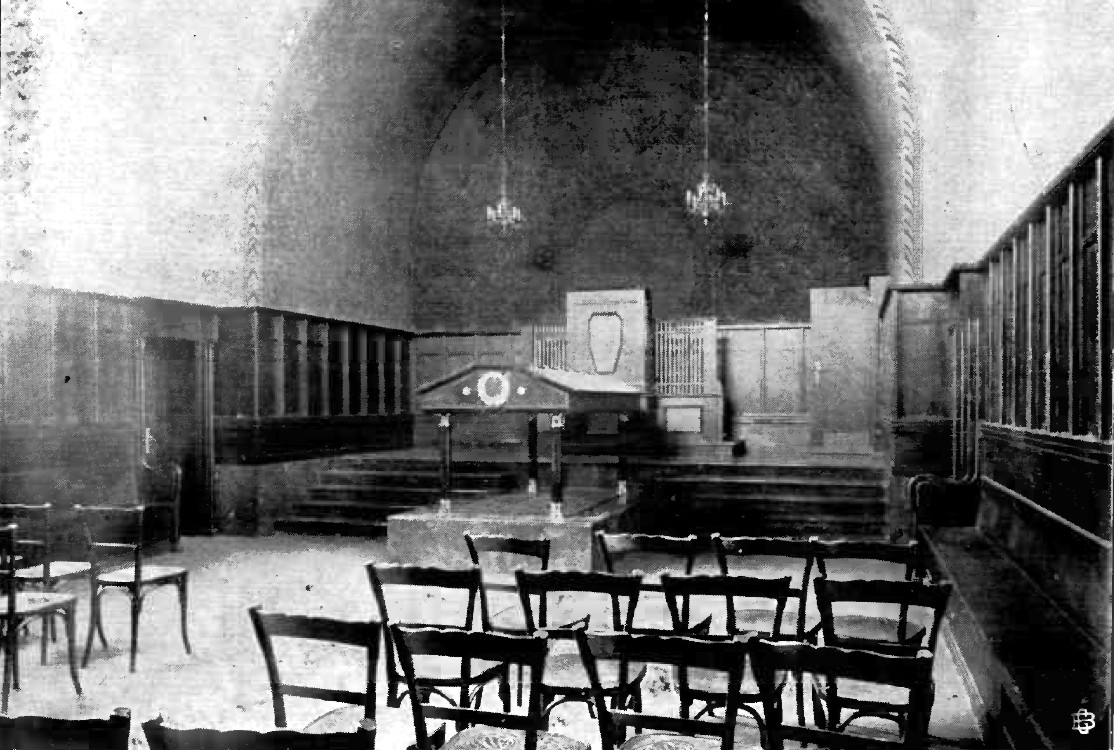
Haupthalle
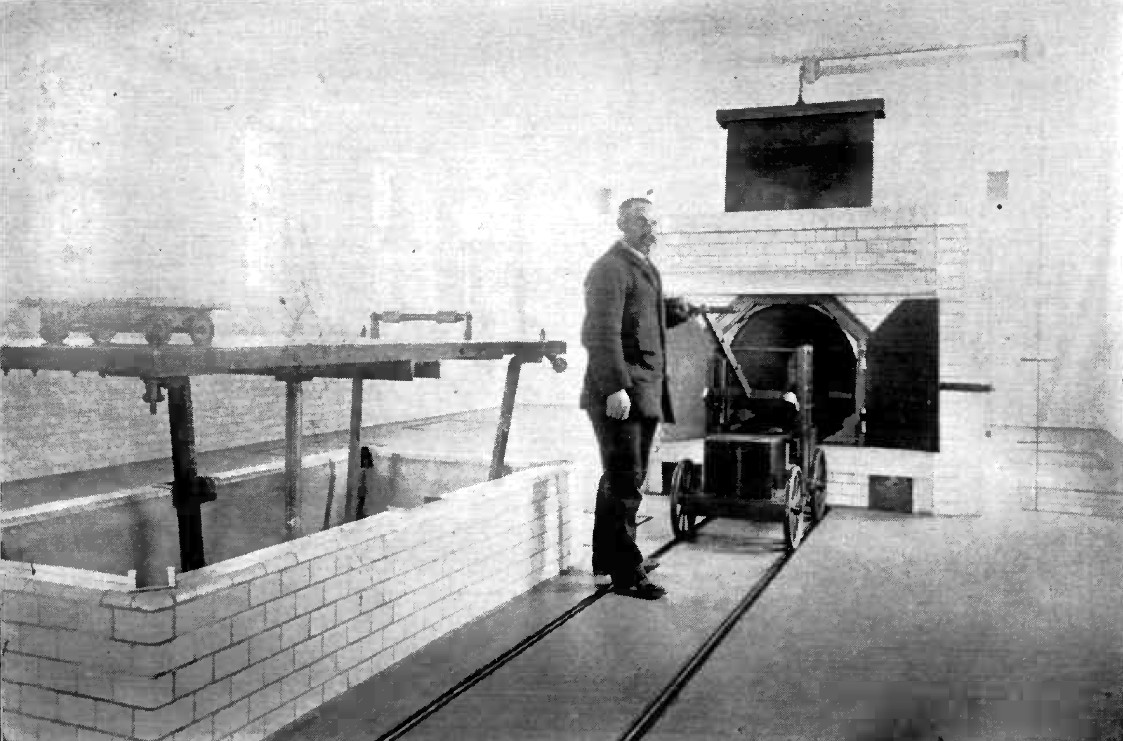
Verbrennungsraum
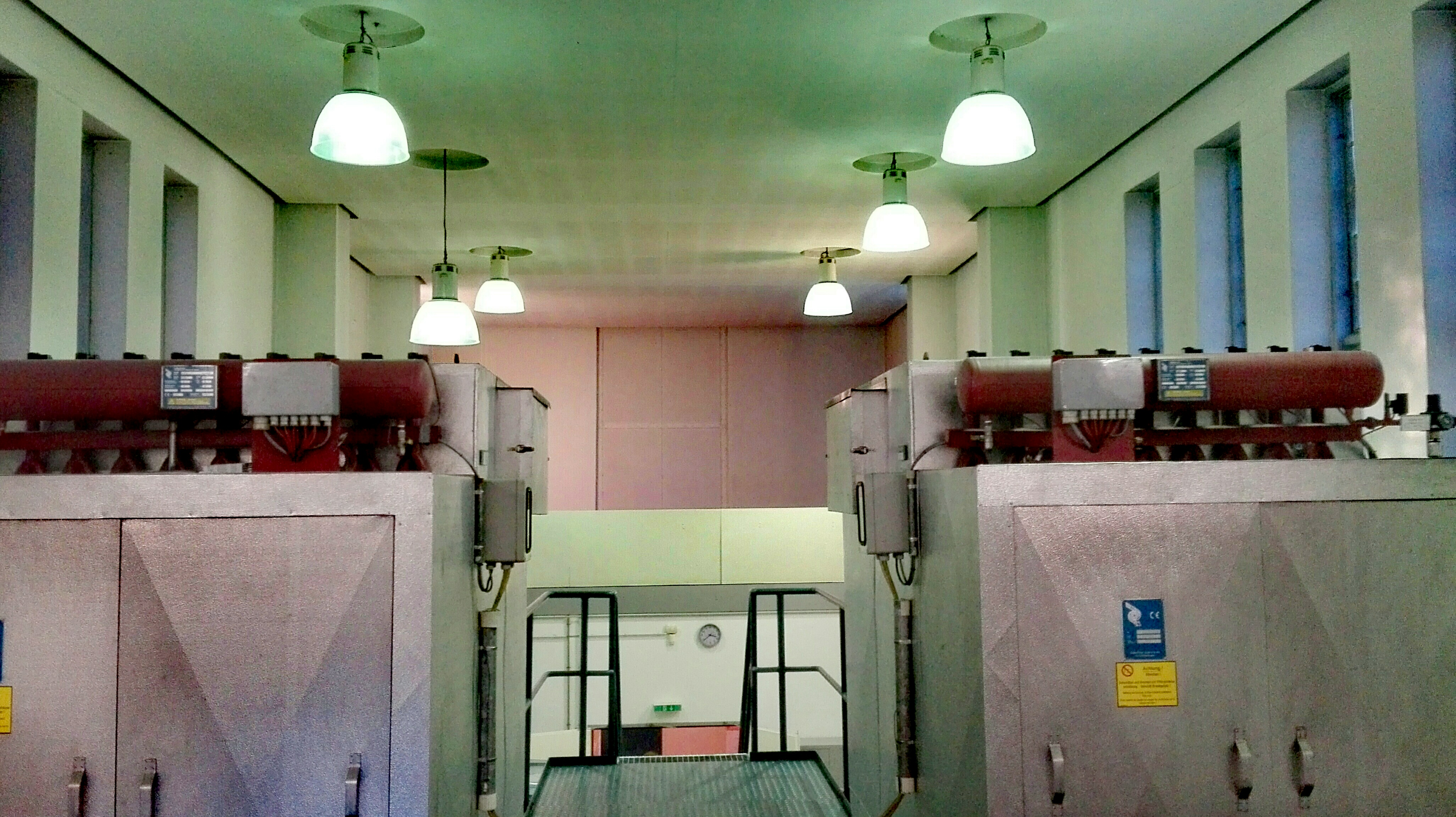
Haupthalle (heute)
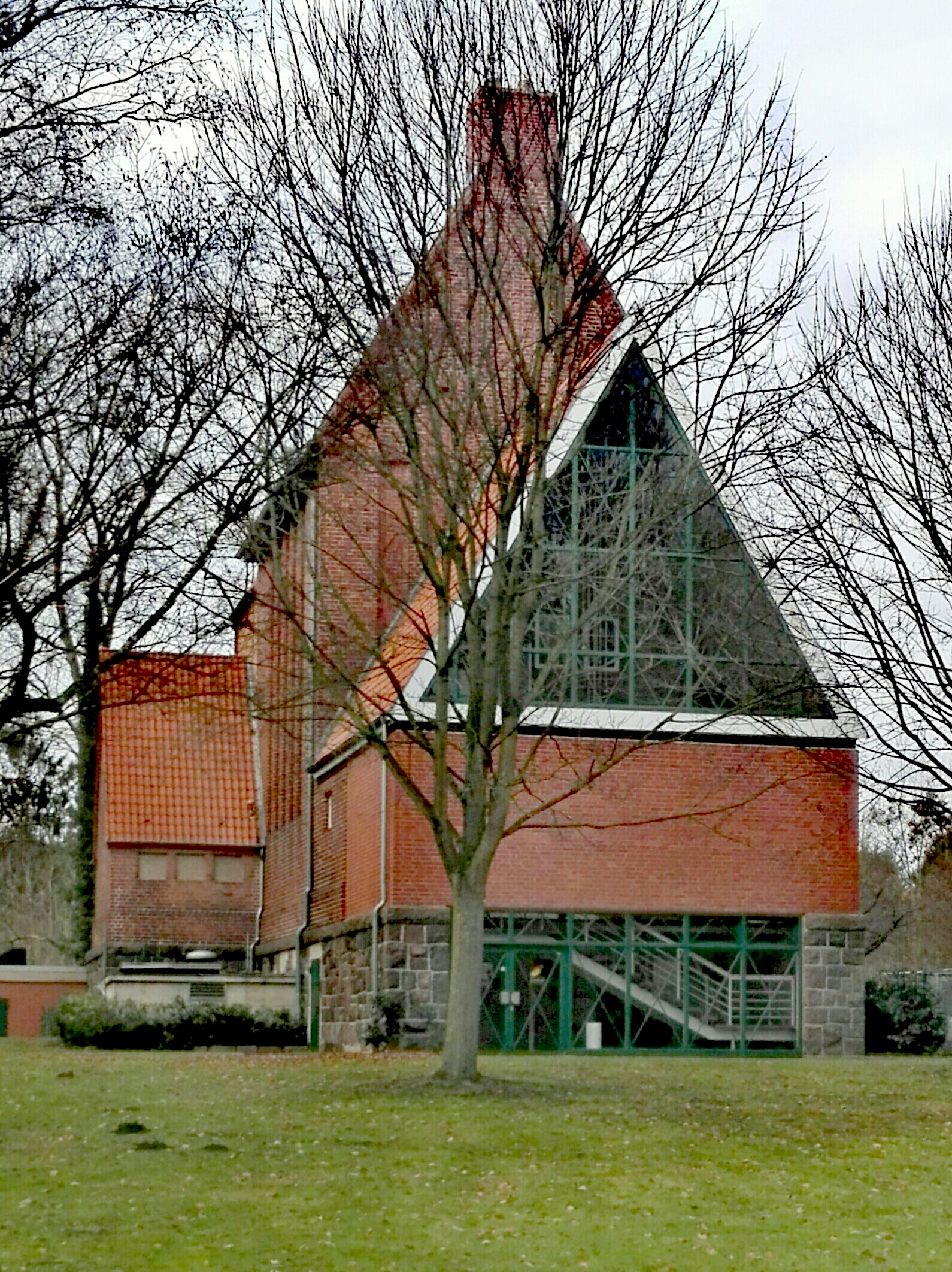
Krematorium (heute)

Am äußersten Ende des Friedhofes, dicht an dem die Grenze zwischen lübeckischen und oldenburgischem bezeichnenden Landgraben, ist das neue staatliche Krematorium ursprünglich als Verbrennungskirche mit Vorhalle erbaut worden. Im heutigen Schleswig-Holstein war sie die erste ihrer Art. In der preußischen Provinz Schleswig-Holstein wurde ein solches erst 1912 beschlossen, in Kiel erbaut und 1916 in Betrieb genommen.
Die einfache Vorhalle erreichte man von außen durch das Portal, zu dem eine breite mit mächtigen Quaderwangen eingefasste Freitreppe führte. Von ihr führte eine Treppe zum Chor hinauf und dann gelangte man durch eine zweite Flügeltür in die mit großen, schlanken Fenstern ausgestattete Haupt- oder Bestattungshalle. Jener Raum ist mit großen, schlanken Fenstern ausgestattet. auf der Rückseite der Haupthalle stand auf einer kleinen Erhöhung, zu der Stufen hinaufführten, die Einsegnungskanzel. Über sie spannte sich ein Rundbogen. Dicht vor ihr befand sich zwischen den einen Baldachin tragenden Säulen der Versenkung. Nördlich der Bestattungshalle befand sich die Sakristei und südlich ein enger Raum für die Angehörigen. Unter ihr war der Verbrennungsraum mit dem in Schamottesteinen ausgeführten Verbrennungsofen. Im darunterliegenden Feuerungsraum wurde die Asche gesammelt und in einer Kapsel gesammelt. Diese konnte auf dem damals die Verbrennungskirche von drei Seiten umgebenen Urnenfriedhofsteil des Vorwerker Friedhofs beigesetzt werden. Mit seinem hohen und massigen Granitsockel, seinem steilen Dach und seinen gefälligen Linien fügte es sich in das Landschaftsbild ein und der schaffende Baukünstler, Bauinspektor Carl Mühlenpfordt, setzte sich mit ihm ein Denkmal. Die innere Ausgestaltung der Verbrennungskirche gelang ihm jedoch nicht so gut wie die äußere.

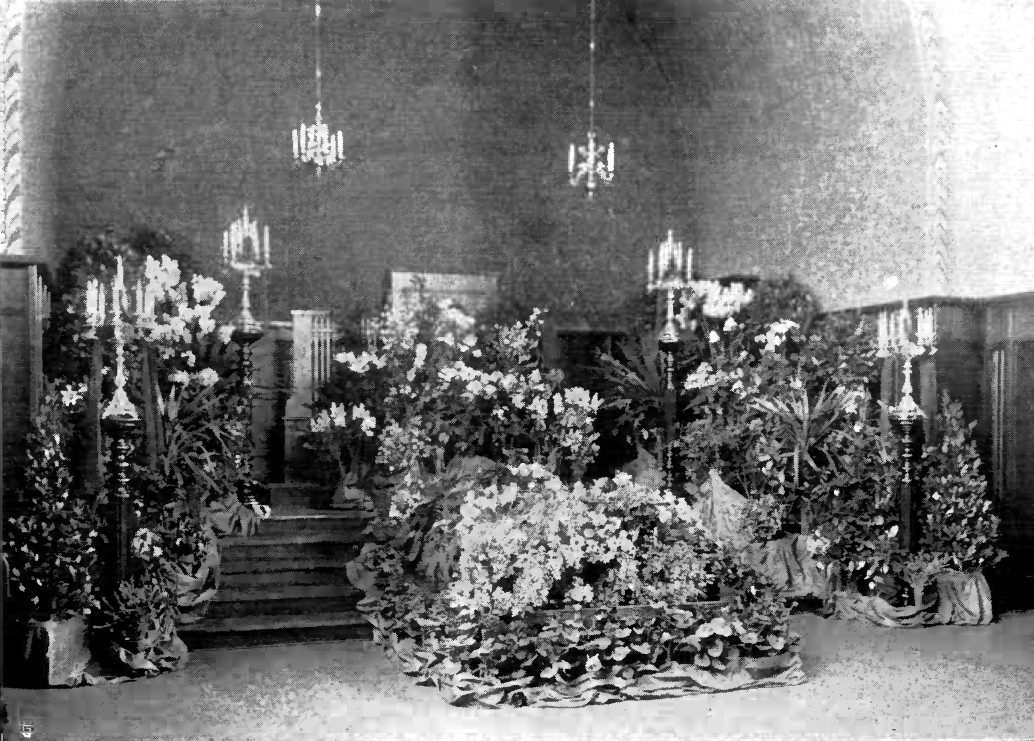
Erster Sarg in der Einsegnungshalle

Am 22. März 1910 fand in dem neuen staatlichen Krematorium eine allseits zufriedenstellende Probeverbrennung statt. Langenbuch, unter dessen Mitwirkung einst alle Baulichkeiten des Friedhofs entworfen und errichtet worden sind, erläuterte den das Krematorium am 12. Mai besichtigenden Bürgerschaftsmitgliedern eingehend dessen einzelne Einrichtungen und Vorgänge. Die Hülle der Gräfin Louise von Baudissin, Mutter des Schriftstellers Graf Wolf von Baudissin (Freiherr von Schlicht) wurde am 17. Mai als erste Leiche verbrannt und das Krematorium somit eingeweiht.
Die Stadt verkaufte das defizitäre Krematorium an einen privaten Betreiber. Die Freitreppe wurde im Zuge baulicher Veränderungen in den 1980ern ebenso wie das gesamte Gebäude entkernt und zu einer Erweiterung des Innenraumes umgebaut. Heute finden im Krematorium keine Trauerfeiern mehr statt, sondern nur noch die Einäscherung. Der Urnenfriedhofsteil wurde schon vorher als solcher aufgelöst. Heute befindet sich auf einem Teil der „Garten der Besinnung“. Urnenbeisetzungen finden heute auf dem Friedhof anonym, in Gemeinschaftsgrabstätten für Urnen, Urnenrasenreihengräber, Urnenrasenwahlgräber oder Urnenstelengräbern statt.

## Gräber

### Gräber bekannter Persönlichkeiten

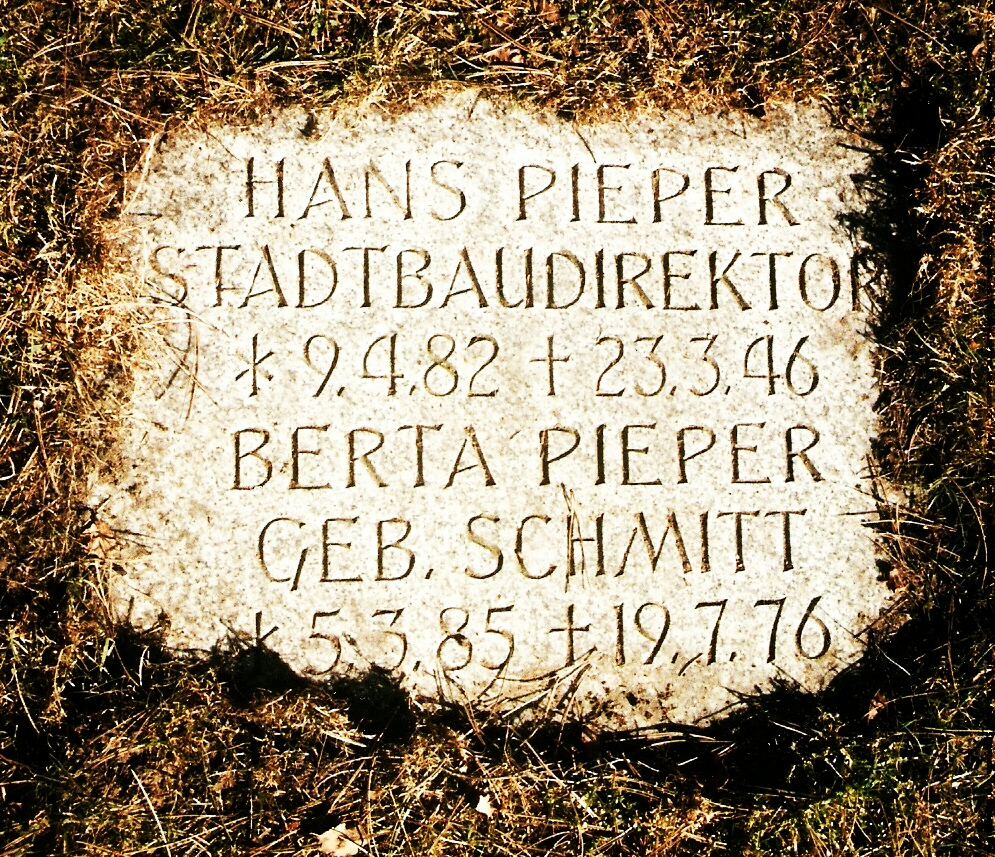
Hans Pieper, Stadtbaudirektor

- Kurt Diedrich (1905–1982), deutscher Lehrer und Sachbuchautor
- Heinrich Albrecht Gütschow (1767–1839), Kaufmann und Ratsherr der Hansestadt Lübeck
- Johannes Hefti (1881–1936), Kaufmann und Wortführer der Lübeckischen Bürgerschaft
- August Heinrich Niebour (1889–1929), Senator und Richter
- Hans Pieper (1882–1946), Architekt, Denkmalpfleger und Baubeamter
- Wilhelm Harun-el-Raschid-Hintersatz (1886–1963), Kommandant des „Osttürkischen Waffenverbandes“

### Schwesternschaft vom Deutschen Roten Kreuz

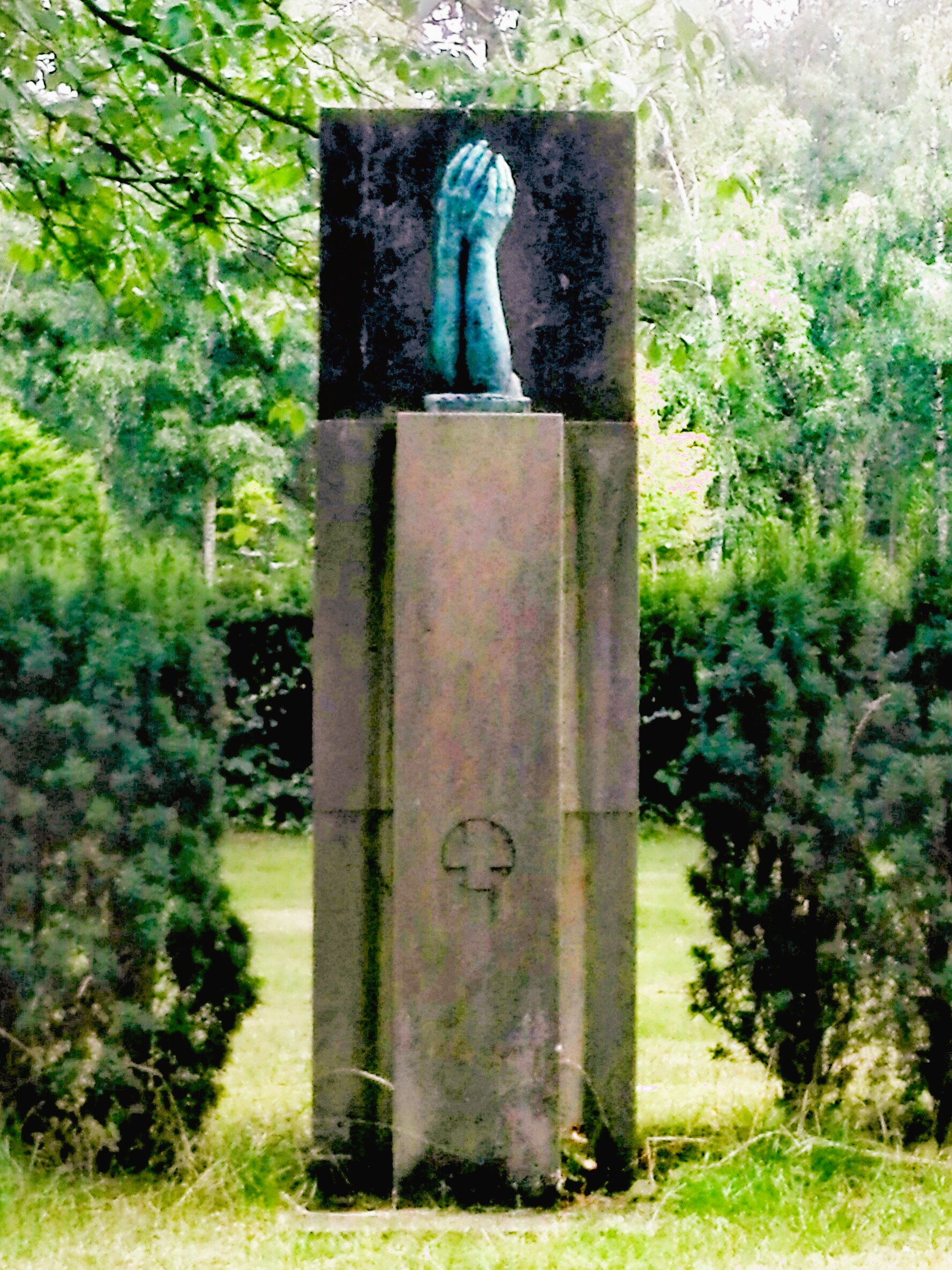
Grabmal

Ende 1939 erhielt die lübeckische Schwesternschaft ein Grabmal von besonderer Eigenart. Dieses war nicht einem Einzelnen geweiht, sondern der Gemeinschaft von Frauen, die ihr Leben einer gemeinsamen Aufgabe weihen und danach eine gemeinsame Ruhestätte finden. Die Schwesternschaft vom Deutschen Roten Kreuz besaß zu jener Zeit in Lübeck ihr größtes Mutterhaus, von wo aus ihre Mitglieder zu gemeinnütziger Tätigkeit ausgesandt wurden, sondern auch einen Begräbnisplatz, wohin sie zur letzten Ruhe Einkehr hielten.
Zwischen einem Birkenweg und einer hohen Buchenhecke reihten sich die Gräber mit ihren verschiedenen Schrifttafeln bis dahin ohne besonderen Hinweis auf die Ruhenden.
Ottilie Schäfer (1889–1971), Oberin der Schwesternschaft und Bildhauerin, krönte diese Grabstätte durch die Planung und Ausführung eines gemeinsamen Ehrenmals. Sie veranlasste den Ankauf der von der Bildgießerei Hermann Noack in Friedenau gefertigten Bronzeplastik „Hände“ des Bildhauers Georg Kolbe aus Berlin und schuf gemeinsam mit dem Meister einen Steinunterbau als eine Seele, die die Plastik trägt. Diese Hände sollten Ausdruck für das Lebenswerk der Schwestern sein, die ohne Worte Trost und Linderung schaffen.

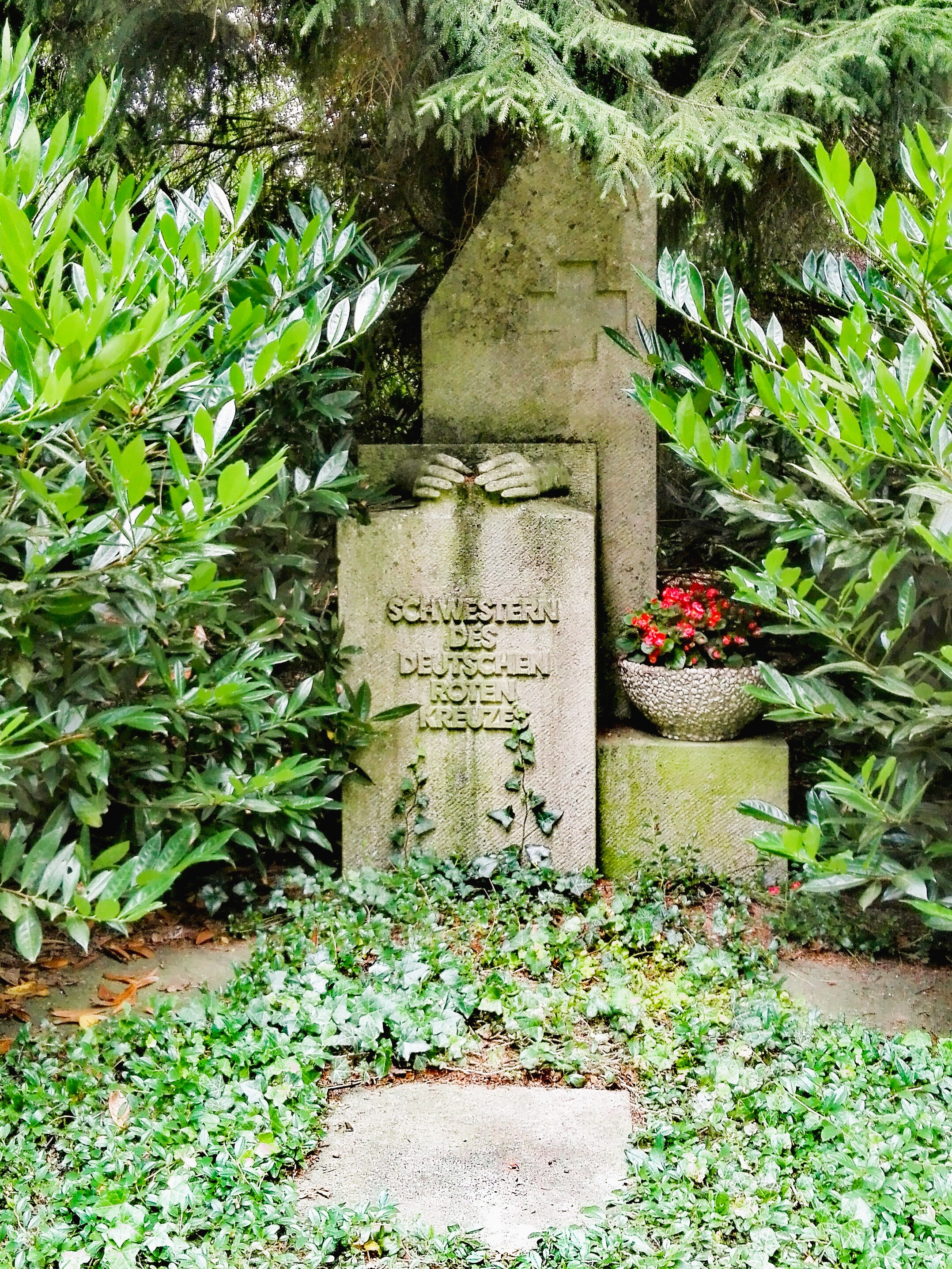
Grabmal, Block 28

Das damalige Gräberfeld wird heute nicht mehr genutzt. 1977, und dann seit der Jahrtausendwende, wird ein Teil des Blockes 28 genutzt. Auch das dortige Ehrenmal hat „Hände“, die in Anlehnung an die Kolbesche Plastik entstanden.

### Gemeinschaftsgrabanlagen
Das Rasengrab für die Helfer der Ärztlichen Wissenschaft ist in Block 51 durch einen Findling gekennzeichnet.

### Gräberfeld mit Opfern des Lübecker Impfunglücks
Unweit der Gedenkstätte für die Opfer von Krieg und Gewaltherrschaft befindet sich ein Gräberfeld mit Opfern des Lübecker Impfunglücks.

## Kriegsgräberstätten
Die Kriegsintendantur des IX. Armee-Korps aus Altona errichtete zu Beginn des Ersten Weltkriegs ein als Barackenlazarett bezeichnetes Militärkrankenhaus, das das deutschlandweit größte Krankenhaus in diesem Krieg wurde, auf dem Burgfelde. Für die dort Verstorbenen hatte die Friedhofsbehörde den schönsten Platz hinter der Hauptkapelle des Vorwerker Friedhofs provisorisch, da die Errichtung eines Hains geplant war, zur Verfügung gestellt. Die ersten Beisetzungen fanden in schmucklosen Umständen statt. So befanden bereits acht deutsche in den Gräben auf der einen Seite und sechs, je drei russische und französische, Tote dort, als sich dies am 23. November 1914 mit großer Anteilnahme der lübeckischen Bevölkerung änderte. Christian Reimpell, Hauptpastor der Lübeckischen Garnisonskirche, führte die Beisetzungen durch.
Ab Ende April 1945 wurden die Leichen der KZ-Häftlinge, die noch vor der Bombardierung der Cap Arcona starben, nur noch in Massengräbern und ohne Särge beigesetzt. Fast 3.000 Tote aus Konzentrationslagern, Deutsche, Niederländer, Polen, Esten, Letten, Ukrainer und Russen, ruhen auf dem Friedhof. Die verstorbenen amerikanischen, britischen, französischen, belgischen und norwegischen Militärangehörigen wurden 1947–1949 in ihre Heimatorte überführt. Grabstätten/Gedenkstätten sind angelegt für folgende Opfergruppen:

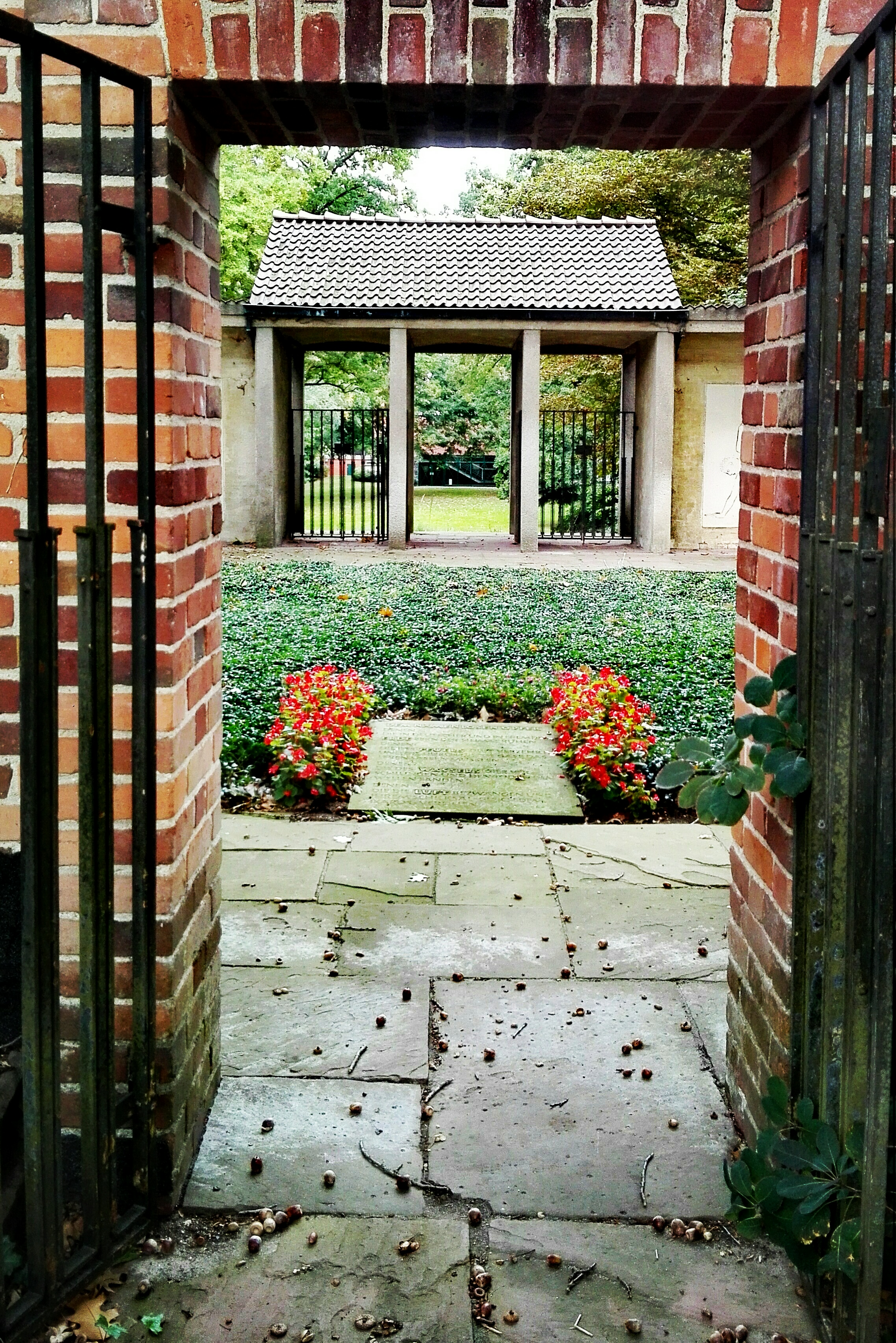
Denkstein des unbekannten Opfers.

- In der Gedenkstätte ruhen Opfer von Krieg und Gewaltherrschaft in einem ummauerten Innenhof in Block 20. Deren Seitenwände erinnern mit einem umlaufenden Sgraffito von Walther Jahn an die Stationen des Leidens.

Zum Hintereingang des Gedenkstätte führt der einzig verbliebene direkte Weg zu ihr eine Treppe herab. Im Hof liegt vor dem Zugang das Grab des unbekannten Opfers. Auf dessen Stein steht:
Dem namenlosen Opfer

denen

die in deutscher und in fremder Erde fern der Heimat ruhen

denen

die des Feuers Glut verzehrte und die durch giftige Gase das Leben lassen mussten

denen

die des Wassers Gier verschlungen und den Tod in den Wellen fanden

denen

die die Luft bezwangen und ihrem Schicksal - gleich dem Ikaros - verfielen.
Durch das Hauptportal, über dem die Worte „WIR SIND OPFER UND SIND SAAT“ stehen, gelangt man heute auf das Gräberfeld des einstigen Urnenfriedhofs, der heute ein Garten der Besinnung ist. Dieser wird im Tal durch einen Weg, der einen zum Denkmal an die Litauer in den abgelegensten Teil des Friedhofs führt, durchschnitten. Auf dessen anderer Seite befindet sich das Krematorium.
Vor den Seitenwänden im Innenhofes befinden sich Grabsteine von Opfern wie Erich Klann oder Karl Ross.
- Russische Kriegsgräberstätte: Russische Soldaten Erster Weltkrieg in Block 21 und Russische Kriegstote Zweiter Weltkrieg in Block 32.[24]
- Auf der Niederländischen Kriegsgräberstätte (niederländisch: Erebegraafplaats Lübeck) in Block 37, die sich innerhalb des Vorwerker Friedhofs befindet, sind niederländische Zwangsarbeiter des Zweiten Weltkriegs aus Berlin und Schleswig-Holstein beigesetzt.
- Polen und Tote aus Konzentrationslagern in Block 39
- Ukrainische Gräberstätte für Flüchtlinge, die sich innerhalb des Vorwerker Friedhofs, Friedhofsallee in Block 36 befindet
- Estnische Kriegsgräberstätte in Block 26 für die in Schleswig-Holstein beigesetzten Esten.
- Litauische Gedenkstätte für die im Exil in Lübeck verstorbenen Flüchtlinge des Zweiten Weltkriegs.
- Deutsche Kriegsgräberstätte Vorwerker Friedhof: Deutsche Soldaten des Ersten Weltkriegs in Block 3 und 15 und des Zweiten Weltkriegs in Block 12. Kriegsgräberstätte Bombenopfer und Vertriebene in Block 13
- Lettische Kriegsgräberstätte in Block 23
- Vereinzelte Kriegsgräber mehrerer Nationen aus Umbettungen: Im Jahr 2014 wurden auf Feld 23/3 24 Einzel-Kriegsgräber, die sich zuvor auf dem Vorwerker Friedhof verstreut befanden, zusammengeführt.[25]

Kriegsgräberstätten
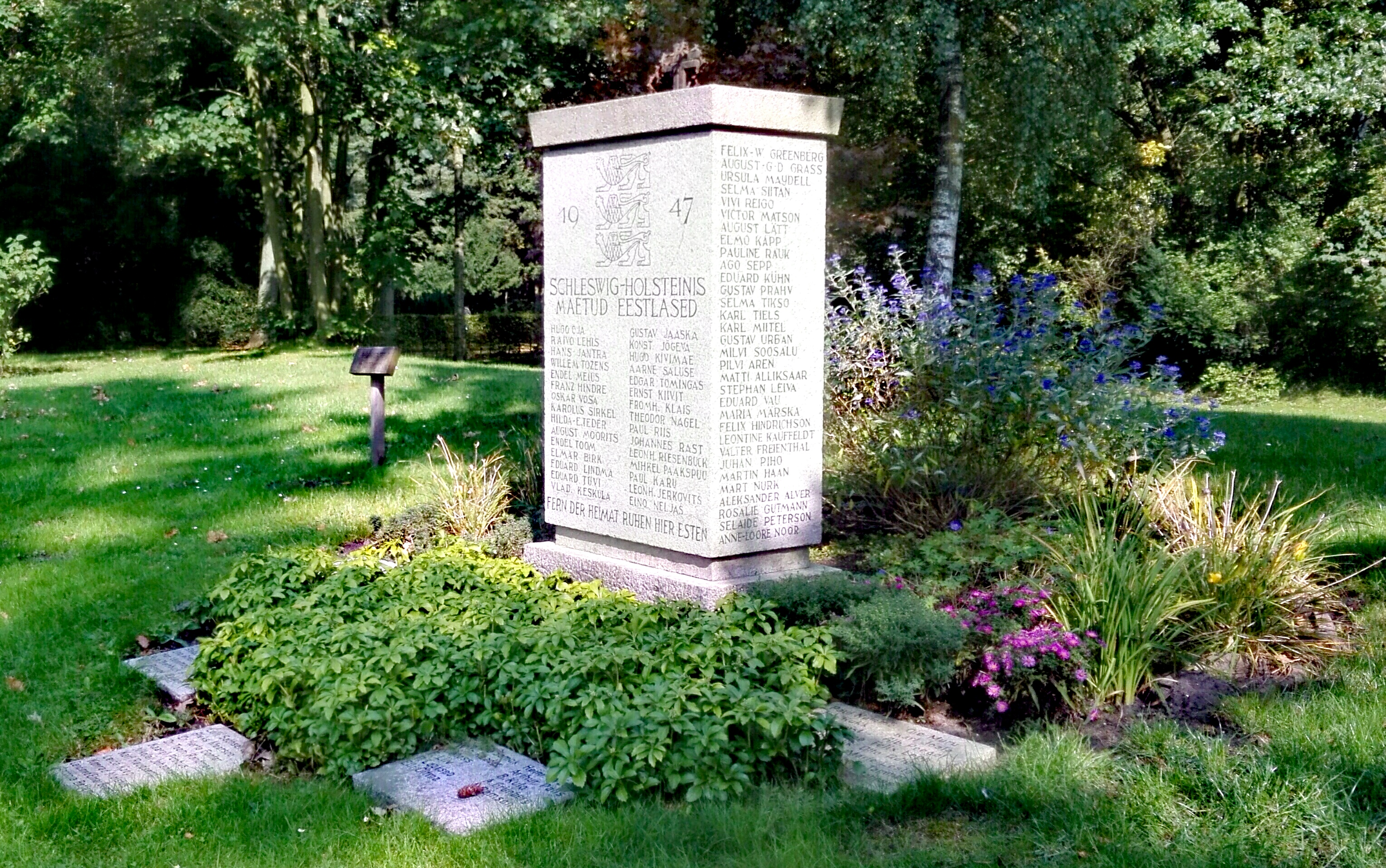
Estnische Kriegsgräberstätte in Block 26
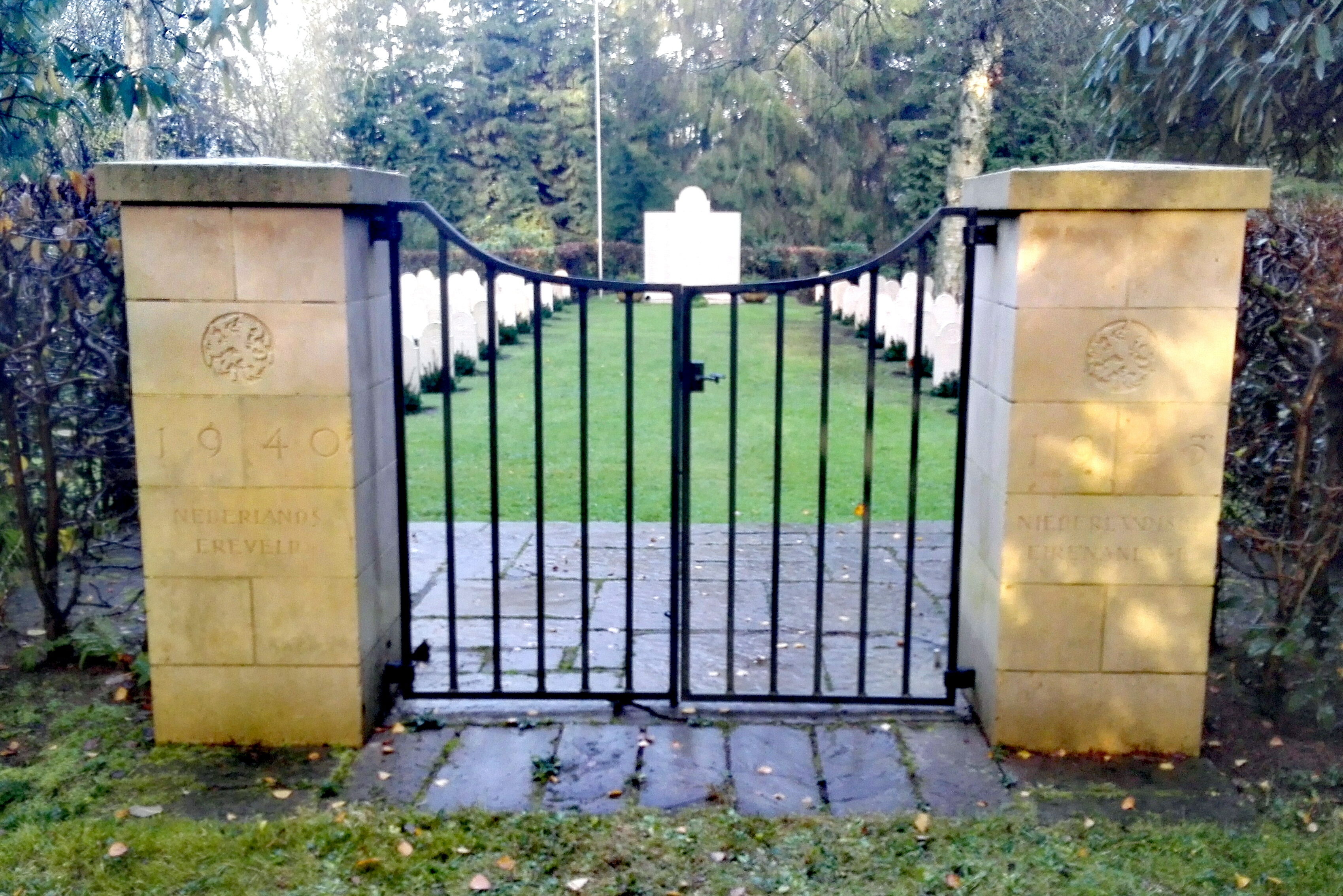
Nederlands Ereveld in Block 37.
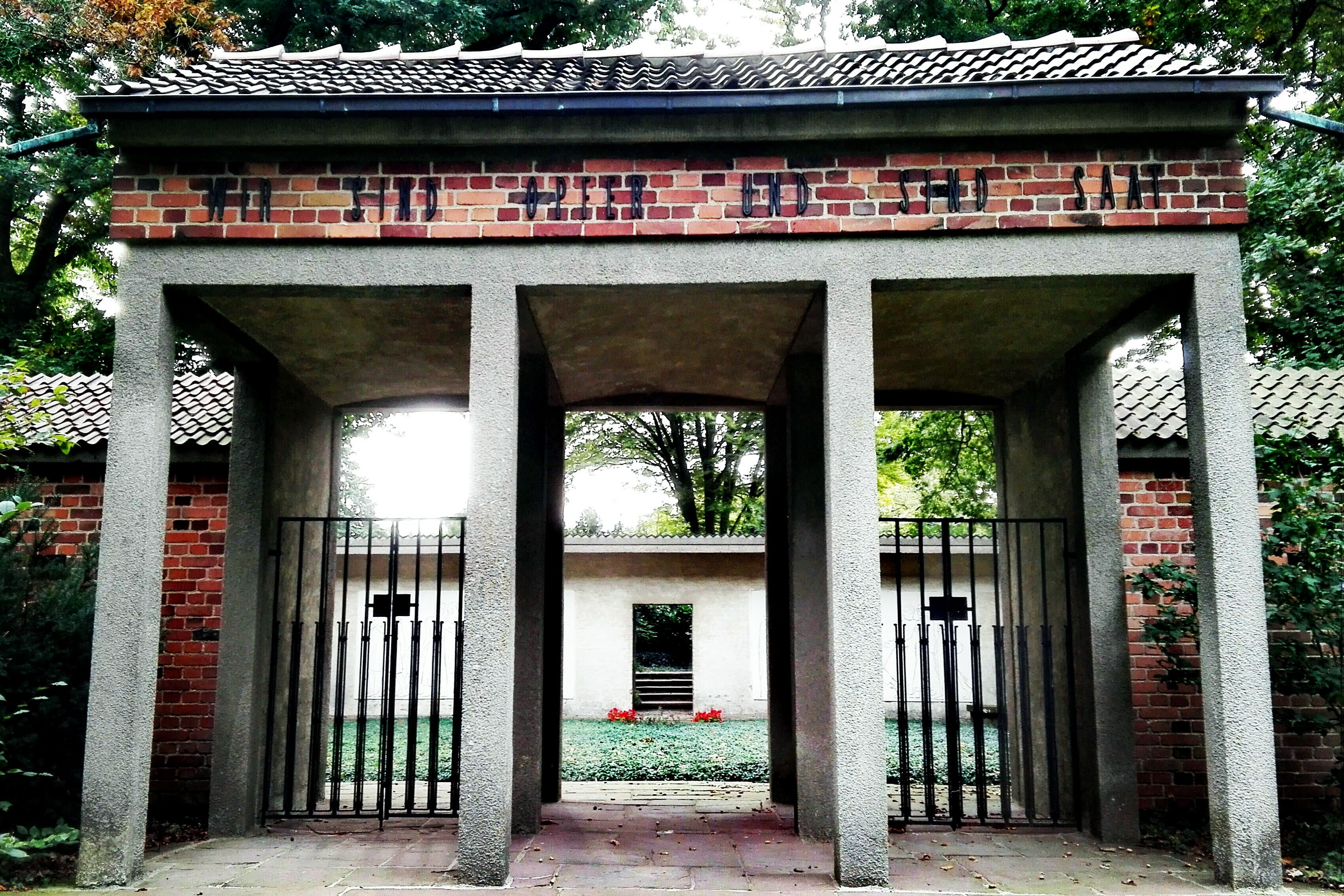
Gedenkstätte für die Opfer der Gewaltherrschaft in Block 20
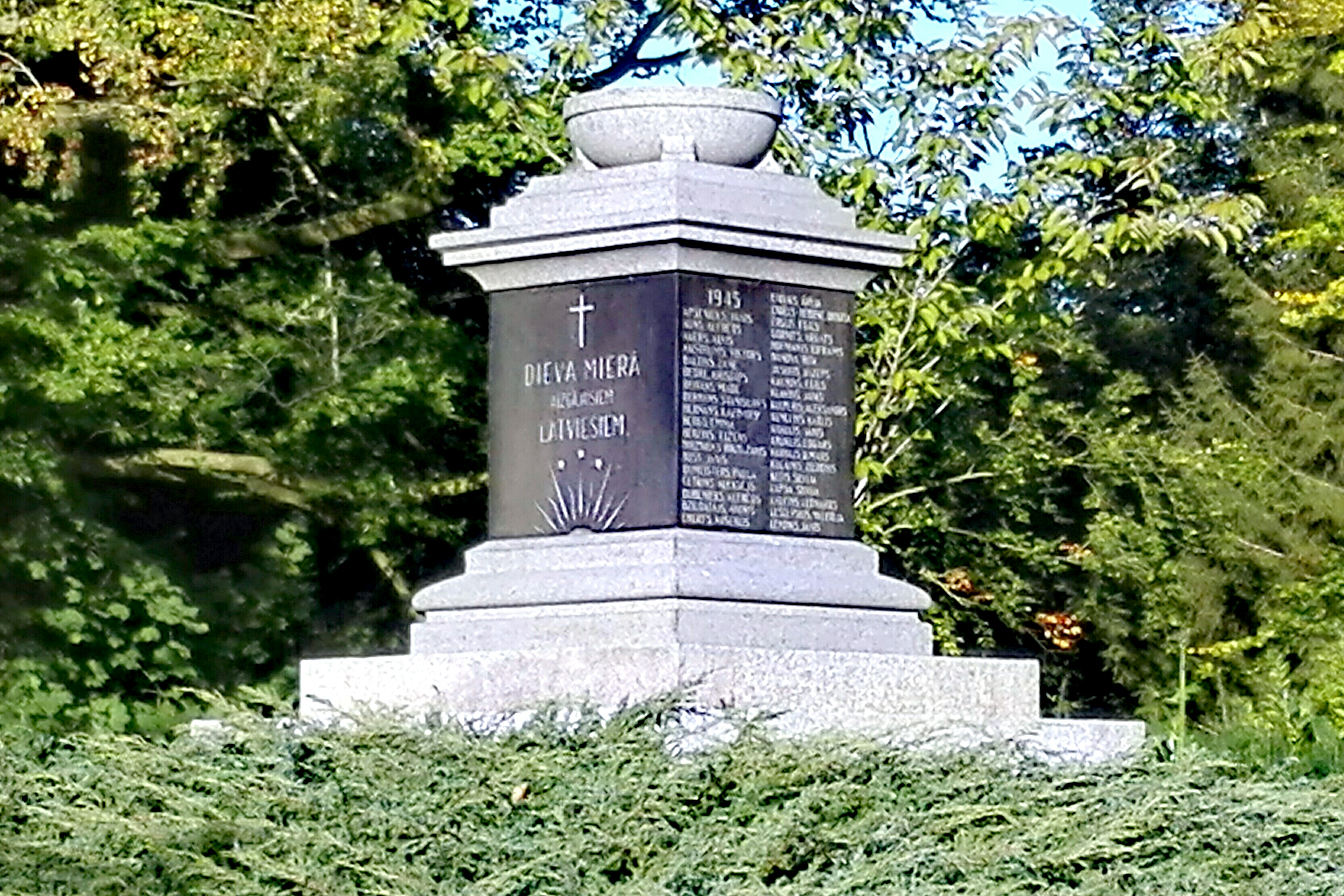
Lettische Kriegsgräberstätte in Block 23.